# Howard R. Patch
Howard Rollin Patch (South Lake Linden, Houghton, Michigan, 7 de agosto de 1889 - Wellesley, Massachusetts, 1963), romanista y medievalista estadounidense.

## Biografía
Era hijo del ingeniero de minas Maurice Byron Patch y de Emily Isabella (White) Patch.  Asistió a la escuela pública en Buffalo; estudió en el Hobart College (1910) y se licenció (1912) y doctoró (1915) en la Universidad de Harvard. Enseñó después en dicha universidad y en el Bryn Mawr College hasta que recaló en el Smith College (1919). Fue miembro de la facultad de filología inglesa hasta que se retiró en 1957 y coeditó la revista Smith College Studies in Modern Languages junto con Caroline Brown Bourland, Ernst H. Mensel, Margaret Rooke y Albert Schinz. Estaba casado con Helen Kennedy y tuvo una hija. Abandonó la Iglesia episcopaliana y se convirtió al catolicismo en 1950. Interesado en el teatro y la música, compuso la letra y la melodía de algunas operetas. Es famoso por sus estudios sobre la diosa Fortuna y la escatología en la literatura la Europa medieval y sus estudios sobre Boecio y Chaucer.

## Obras
- The Goddess Fortuna in the Divine Comedy Boston Ginn and Co., 1916.[4][5]
- Some elements in mediæval descriptions of the otherworld [New York]: Modern Language Association of America, 1918.
- Troilus on predestination. [Urbana, Ill.], [University of Illinois], [1918]; hubo una segunda edición con el título Troilus on determinism. Cambridge, Mass., Mediaeval Academy of America, [1931].
- Notes on Spenser and Chaucer. [Baltimore, Md.], [Johns Hopkins Press], [1918]
- Liturgical influence in "The Dream of the Rood" 1919.
- The ludus conventriæ and the Digby massacre, 1920.
- Ed. de Selections from Chaucer, New York, Harcourt, Brace and Company, 1921.
- Beowulf, an introduction to the study of the poem with a discussion of the stories of Offa and Finn. [Baltimore], [Johns Hopkins Press], [1922]
- Fortuna in Old French literature. Northampton, Mass., Smith College [1923]
- The tradition of the goddess Fortuna in Roman literature and the transitional period Northampton (Mass.), Smith College / Paris, E. Champion 1922; 2.ª ed. The Goddess Fortuna in Mediaeval Literature, Cambridge, Harvard university press, 1927.[6]
- Chaucer and mediaeval romance. Cambridge, 1926.
- The Tradition of Boethius; a study of his importance in medieval culture, New York, Oxford University Press, 1935[7][8]
- Necessity in Boethius and the Neoplatonists Cambridge, Mass.: Mediaeval Academy of America, 1935.
- On Rereading Chaucer, Cambridge, Mass., Harvard University Press, 1939.[9]
- The last line of the Commedia Cambridge, Mass.: Mediaeval Academy of America, 1939.
- Three medieval ideas. Northhampton, Mass., Smith College, 1940.
- The cupid on the stairs: a romance in rococo New York: Sheed & Ward, 1942.
- The beginnings of the legend of Boethius Cambridge, Mass.: Mediaeval Academy of America, 1947.
- The other world, according to descriptions in medieval literature. Cambridge, Harvard University Press, 1950, 2 vols.,[10] traducido al español como El otro mundo en la literatura medieval. Seguido de un apéndice: La visión de trasmundo en las literaturas hispánicas, por María Rosa Lida de Malkiel. México: Fondo de Cultura Económica, [1956].[11]
- The individual and the type in medieval literature. West Hartford, Conn., [1954]
- Chaucer and the common people